# Olesicampe rugulosa
Olesicampe rugulosa là một loài tò vò trong họ Ichneumonidae.